# Denis McQuail
Denis McQuail (12. dubna 1935 – 25. června 2017) byl britský akademik a spisovatel zabývající se komunikační teorií. Věnoval se především masovým médiím, zaměřoval se na vysvětlení komunikačních teorií a jejich aplikaci.

Je autorem obsáhlé publikace Úvod do teorie masové komunikace, ve které přináší čtenáři vhled do světa komunikace a médií. 

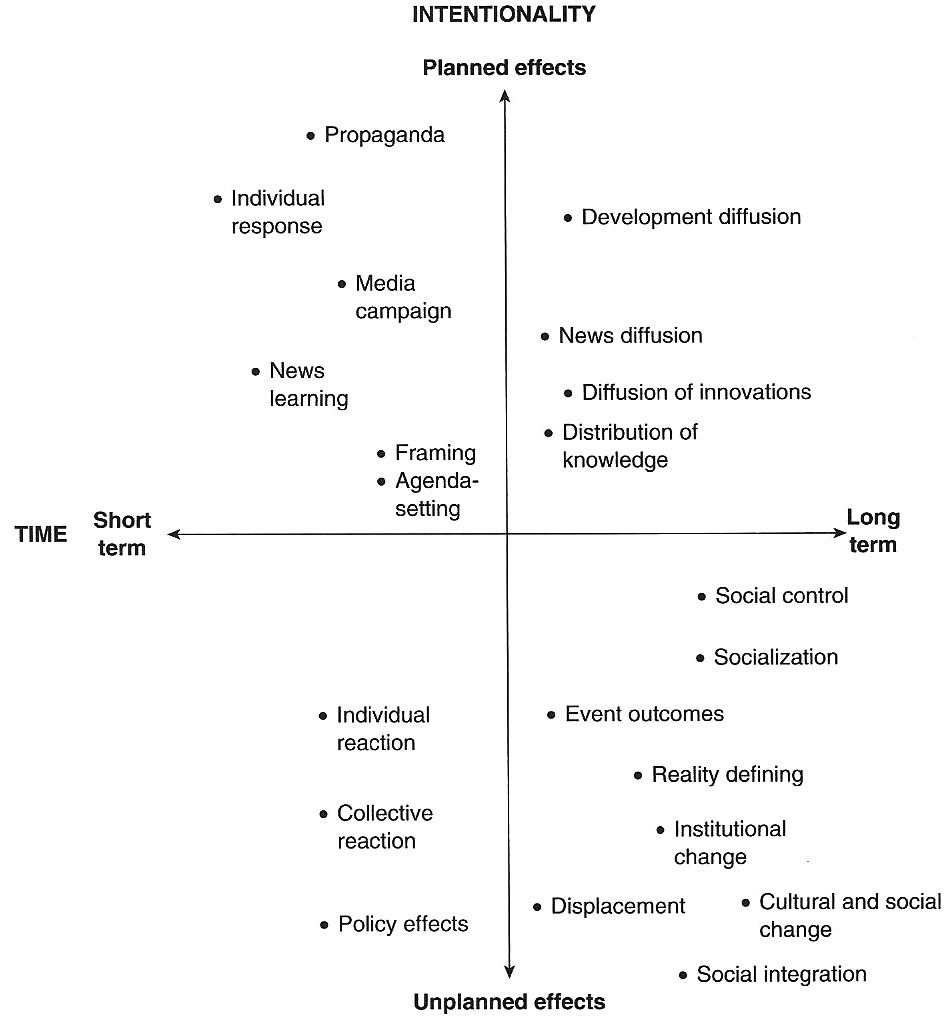
Mcquailova typologie mediálních efektů

V knize Communication Models (Modely komunikace) vysvětluje základní komunikační modely: Lasswellův model komunikace, Shannonův a Weaverův model komunikace, Gerbnerův model komunikace, teorie médií, teorie publika a systémy masových médií obecně.
Další McQuailova kniha, Mass Communication Theory (Teorie masové komunikace) podrobně rozebírá samotný koncept masové komunikace. McQuail zde mluví o důležitosti masmédií a o jejich vlivu na jednotlivce i na společnost.
V roce 2016 mu vyšla poslední publikace a tou je Žurnalistika a společnost. Autor v úvahách o žurnalistice upozorňuje na společenský a politický kontext jejího vývoje a její význam pro fungování demokracie. Proměna žurnalistiky podle něj souvisí s hlubší společenskou transformací, jejíž důsledky dnes nejsme schopni spolehlivě odhadnout.

## McQuailova pyramida komunikace
McQuail uspořádal typologii mezilidské komunikace do tzv. pyramidy komunikace a upozornil na dvě skutečnosti:
- z hlediska složitosti komunikačních procesů je celospolečenská (a tedy i mediální) komunikace nejkomplexnější
- z hlediska četnosti komunikačních procesů má člověk nejvíc zkušenosti s intrapersonální komunikací, zatímco případů celospolečenské komunikace je nejméně

1. celospolečenská (mediální)
2. institucionální/organizační
3. meziskupinová (komunikace mezi skupinami/sport. týmy)
4. skupinová komunikace (buňková/rodinná)
5. interpersonální komunikace (vnitřní – 2 až 3 osoby/dyadická či triadická)
6. intrapersonální komunikace (se sebou samým)

## Publikace
- Mcquail, Denis (2010), McQuails's Mass Communication Theory (sixth edition)
- McQuail, Denis (ed.) (2002), McQuail's reader in mass communication theory. Sage, London.
- McQuail, Denis and Karen Siune for the Euromedia Research Group (eds.) (1998), Media policy: convergence, concentration and commerce. Sage, London.
- McQuail, Denis (1992), Media performance: Mass communication and the public interest. Sage, London.
- McQuail, Denis (1981), Communication Models for the Study of Mass Communications. Routledge. ISBN 978-0582036505
- McQuail, Denis (2009), Úvod do teorie masové komunikace. Portál. ISBN 978-80-7367-574-5.
- MCQUAIL, Denis (2016), Žurnalistika a společnost. V Praze: Univerzita Karlova, nakladatelství Karolinum, 2016. ISBN 978-80-246-3093-9.